# 포스트 타워
포스트 타워(영어: Post Tower)는 독일의 우편 및 물류회사인 도이체 포스트의 본사 건물이다. 총 높이는 162.5m이며, 41층으로 이루어져 있다. 독일계 미국인 건축가인 헬무트 얀의 작품 중 하나이다. 2001년 엠포리스 스카이스크래퍼 어워드(Emporis Skyscraper Award) 은상을 수상하였다.

## 같이 보기
- 독일의 마천루 목록